# جيفري سكوت (ممثل)
جيفري سكوت (بالإنجليزية: Geoffrey Scott)‏ هو ممثل أمريكي، ولد في 22 فبراير 1942 بهوليوود في الولايات المتحدة.

## وصلات خارجية
- جيفري سكوت على موقع IMDb (الإنجليزية)
- جيفري سكوت على موقع ألو سيني (الفرنسية)
- جيفري سكوت على موقع أول موفي (الإنجليزية)
- جيفري سكوت على موقع قاعدة بيانات الأفلام السويدية (السويدية)
- جيفري سكوت على موقع قاعدة بيانات الفيلم (الإنجليزية)
- جيفري سكوت على موقع كينوبويسك (الروسية)